# 朗班
朗班（法語：Lamboing，法語發音：[lɑ̃bwɛ̃]）是瑞士伯恩州的一个旧市镇，总面积为9.1平方千米，截至2011年12月总人口为680人。2014年1月1日，朗班与市镇迪耶斯和普雷勒合并为新市镇普拉托德迪耶斯。